# مونيكا دومينيك
مونيكا دومينيك (بالسويدية: Monica Dominique)‏ هي عازفة بيانو وموزعة (موسيقى) وملحنة وعازفة الجاز وممثلة سويدية، ولدت في 20 يوليو 1940 بفيستيروس في السويد.

## وصلات خارجية
- مونيكا دومينيك على موقع IMDb (الإنجليزية)
- مونيكا دومينيك على موقع ميوزك برينز (الإنجليزية)
- مونيكا دومينيك على موقع قاعدة بيانات الأفلام السويدية (السويدية)
- مونيكا دومينيك على موقع أول ميوزيك (الإنجليزية)
- مونيكا دومينيك على موقع ديسكوغز (الإنجليزية)
- مونيكا دومينيك على موقع قاعدة بيانات الفيلم (الإنجليزية)
- مونيكا دومينيك على موقع كينوبويسك (الروسية)